# Амоноліз
Амоно́ліз — реакція обмінного розкладу між сполукою й амоніаком, один з видів сольволізу. Процес відбувається за механізмом нуклеофільного заміщення.

## Загальний опис
Реакція зазвичай проводиться з естерами, поліамідами, спиртами та галогенопохідними органічних сполук:
- естери, зазнаючи амонолізу, утворюють аміди та спирти:

Реакція протікає як у водному, так і у спиртовому розчині.
- поліаміди при взаємодії з аміаком розпадаються на окремі ланки (під тиском та за підвищених температур):

{\displaystyle \mathrm {R^{1}C(O)NHR^{2}+NH_{3}\rightleftarrows R^{1}C(O)NH_{2}+R^{2}NH_{2}} }
- спирти та їхні галогенопохідні реагують з аміаком із утворенням відповідних амідів (моно-, ди- або тризаміщених) та, можливо, четвертинних сполук амонію:

{\displaystyle \mathrm {ROH+NH_{3}\rightleftarrows RNH_{2}+H_{2}O} }
{\displaystyle \mathrm {RHal+NH_{3}\rightarrow RNH_{2}+R_{2}NH+R_{3}N+[R_{4}N]Hal+HHal} }

## Оксидативний амоноліз
Оксидативне амінування, одностадійний синтез азотовмісних
органічних сполук (нітрилів, імідів, амідів кислот i ін.) взаємодією вуглеводнів з амоніаком i киснем у газовій фазі над гетерогенними каталізаторами (Pt, оксиди металів).